# تفجير زليتن 2016
تفجير معسكر خفر السواحل - زليتن هو تفجير حدث في 7 يناير من عام 2016 بهجوم انتحاري لشاحنة مفخخة إستهدفت معسكر للشرطة أو مايعرف بمعسكر سوق الثلاثاء (معكسر خفر السواحل) لمجموعة من الطلبة المتدربين في مدينة زليتن في غرب ليبيا ونتج عنه مقتل 67 شخص على الأقل.

## الأحداث
قال عمدة زليتن إن الشاحنة المفخخة كانت تنقل المياه، وانفجرت عند تجمع لأفراد الشرطة المتدربون في المركز. وكان مركز التدريب قاعدة عسكرية سابقة تابعة للجيش الليبي إبان حكم معمر القذافي. لم تعلن أي جهة مسؤوليتها عن التفجير، ولكن يشاع انه تنظيم الدولة الإسلامية. 23 قتيلاً فقط هم من تم التعرف على هويتهم وقد أعلن مجلس النواب الليبي الحداد في ليبيا لثلاثة أيام على الضحايا.

## ردود الفعل

### في ليبيا
- تعهد نائب وزير الدفاع في المؤتمر الوطني العام الجديد في طرابلس، محمد بشير النعاس، بالانتقام من الهجوم. وقال «من غير المعروف من يكون مرتكب الجريمة لكنه جبان. أنه يقتل أبنائنا من الظلال، ويجب علينا الانتقام منهم وأن نفعل كل ما هو ممكن لحمايتهم،» النعاس في مؤتمر صحفي.[4]

### دولية
- الأمم المتحدة: دعا رئيس بعثة الأمم المتحدة للدعم في ليبيا مارتن كوبلر للوحدة في أعقاب الهجوم، قائلا بتطبيق اتفاق سياسي حاسم، حيث كتب كوبلر على تويتر: «إنني أدين بأشد العبارات الهجوم الانتحاري الذي وقع اليوم في زليتن، وأدعو جميع الليبيين إلى أن يتوحدوا بصورة عاجلة لمكافحة الإرهاب».[4]
- مصر: في بيان صحفي رسمي، قالت وزارة الخارجية المصرية أن «الأعمال الإرهابية البغيضة» في مدينة زليتن تؤكد مرة أخرى على الضرورة الملحة لدعم الأجهزة الأمنية الشرعية في ليبيا، بما في ذلك جيش التحرير الوطني الليبي.[5]
- تركيا: ذكرت وزارة الشؤون الخارجية في بيان مكتوب: «نحن ندين بشدة الهجوم الإرهابي القاتل الذي استهدف مركزاً لتدريب الشرطة في مدينة زليتن اليبية»، «لقد أظهر هذا الهجوم البشع مرة أخرى ضرورة خوض معركة فعّالة ضد الإرهاب في ليبيا وكذلك الإرساء الفوري للأمن والاستقرار الوطني».[6]